# Pilot Peak
Der Pilot Peak (englisch für Lotsenspitze, in Argentinien Pico Piloto, in Chile Pico García) ist mit 745 m der höchste Berg der Larrouy-Insel im Grandidier-Kanal vor der Graham-Küste des Grahamlands auf der Antarktischen Halbinsel.
Teilnehmer der Fünften Französischen Antarktisexpedition (1908–1910) unter der Leitung des Polarforschers Jean-Baptiste Charcot kartierten ihn. Das UK Antarctic Place-Names Committee benannte ihn 1959. Namensgebend ist der Umstand, dass der Berg als weithin sichtbare Landmarke für die Schifffahrt durch den Grandidier-Kanal dient. Chilenische Wissenschaftler benannten ihn dagegen in Anlehnung an die Benennung des Kap García.